# Шатапатха-брахмана
«Шатапатха-брахмана» (санскр. शतपथ ब्राह्मण, IAST: śatapatha brāhmaṇa, «Брахмана ста дорог») — один из ведийских текстов на санскрите в прозе. Описывает ритуалы ведийской религии и примыкает к «Шукла Яджур-веде». Сохранилось две редакции данной Брахманы, по имени двух ведийских школ (шакх), культивировавших данный текст: Мадхьяндина (Ваджасанейи-мадхьяндина шакха) и Канва (Канва шакха). В состав первой из них входят эпонимные 100 Брахман в четырнадцати книгах, а во вторую — 104 Брахманы в семнадцати книгах. 
Составителем «Шатапатха-брахманы» в традиции индуизма принято считать мудреца Яджнавалкью. Лингвистически, «Шатапатха-брахмана» принадлежит к периоду Брахман ведийского санскрита и датируется учёными первой половиной I тысячелетия до н. э.
Одним из наиболее интересных разделов данной Брахманы является описание сотворения мира и потоп с описанием спасения Ману. В тексте также обстоятельно описывается создание алтарей и литургических объектов, обрядовые повторения мантр, ритуал Сома, а также символические атрибуты каждого из аспектов ритуальной практики.
14 книг редакции Мадхьяндина можно разделить на две основные части. Первые девять книг содержат точные текстовые комментарии 18 книг соответствующей Самхиты «Яджурведы». В остальных 5 книгах изложен дополнительный, ритуалистически более новый материал. Большую часть 14-й, и последней, книги составляет знаменитая «Брихадараньяка-упанишада».
В конце XIX века «Шатапатха-брахмана» была полностью переведена на английский язык профессором Юлиусом Эггелингом и опубликована в пяти томах как часть серии «Священные книги Востока». 

## Перевод по-русски
В. Н. Романов опубликовал русские переводы первой книги трактата с обширным введением (2009) и его десятой (2010) и одиннадцатой (2014) книг.